# C.I. Scharling
Carl Immanuel Scharling (født 3. januar 1879 på Frederiksberg, død 13. august 1951 i Gentofte) var en dansk teolog, biskop i Ribe Stift fra 1939–49 og formand for præsteforeningen.
Han var søn af professor Henrik Scharling. Han blev student fra Metropolitanskolen i 1897 og cand.theol. i 1904 fra Københavns Universitet. 1917 dr.phil. for afhandlingen Ekklesiabegrebet hos Paulus og dets Forhold til jødisk Religion og hellenistisk Mystik.
Han blev Ridder af Dannebrogordenen 1933, Dannebrogsmand 1941 og Kommandør af 2. grad 1946.
Han er begravet på Assistens Kirkegård.